# 稻永車站
稻永站（日语：／ Inaei eki */?）位於愛知縣名古屋市港區稻永一丁目。為名古屋臨海高速鐵道西名古屋港線（青波線）沿線車站之一，車站編號為AN09。全天皆有站務員管理本站，並兼管巡查荒子川公園車站。

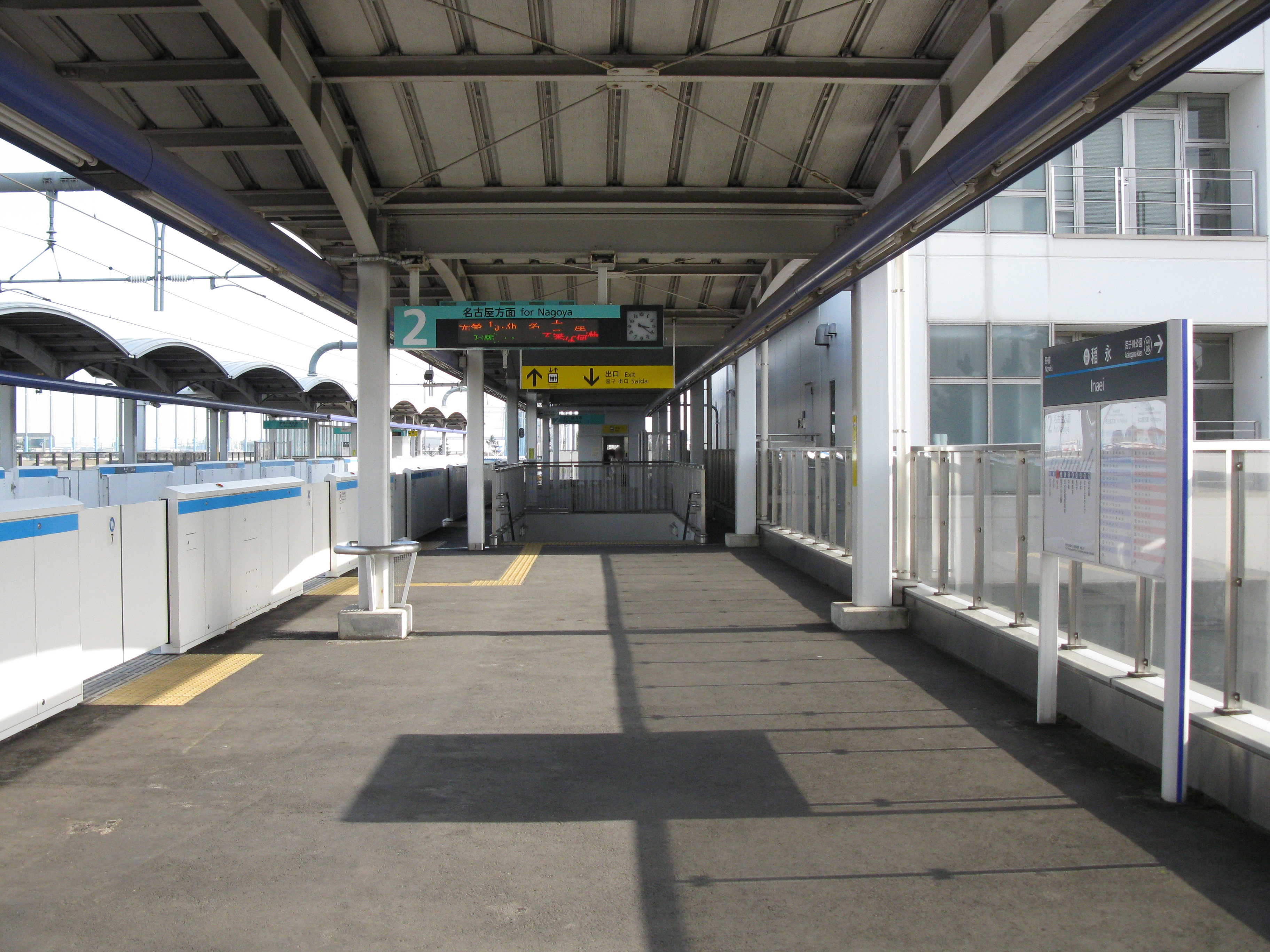
月台（2010年3月）

## 車站構造
為2面2線對向式月台之高架車站設計。本站設置電梯1座以配合無障礙環境。
1號及2號月台則為了乘客們之安全起見，皆設置了可動式月台門。

### 月台配置
| 月台 | 路線    | 方向 | 目的地           |
| ---- | ------- | ---- | ---------------- |
| 1    | ■青波線 | 下行 | 金城埠頭方向     |
| 2    | ■青波線 | 上行 | 荒子、名古屋方向 |

## 使用情況
| 年度               | 上車人次 | 上車人次 |
| 年度               | 1日平均  | 每年度   |
| ------------------ | -------- | -------- |
| 2004年（平成16年） | 1,160    | 205,263  |
| 2005年（平成17年） | 1,530    | 558,370  |
| 2006年（平成18年） | 1,706    | 622,785  |
| 2007年（平成19年） | 1,875    | 686,229  |
| 2008年（平成20年） | 1,964    | 716,824  |
| 2009年（平成21年） | 2,042    | 745,259  |
| 2010年（平成22年） | 2,103    | 767,638  |
| 2011年（平成23年） | 2,155    | 788,606  |
| 2012年（平成24年） | 2,259    | 824,505  |
| 2013年（平成25年） | 2,300    | 839,305  |
| 2014年（平成26年） | 2,338    | 853,347  |
| 2015年（平成27年） | 2,398    | 877,663  |
| 2016年（平成28年） | 2,459    | 897,652  |
| 2017年（平成29年） | 2,604    | 950,454  |
| 2018年（平成30年） | 2,601    | 949,349  |

## 相鄰車站
名古屋臨海高速鐵道
■西名古屋港線（青波線）
荒子川公園（AN08）－稻永（AN09）－（潮凪信號場）－野跡（AN10）

## 外部連結
- 稻永站 （页面存档备份，存于） - 名古屋臨海高速鐵道